# مرگ کسب‌وکار من است

داستان مرگ کسب و کار من است (فرانسوی: La mort est mon métier‎) توسط روبر مرل رمان‌نویس فرانسوی نگاشته شده‌است و حقایقی را در قالب داستان بیان کرده‌است.

## رودلف هوس
مرگ کسب و کار من است در واقع سرگذشت رودلف هوس است. او در کتاب رودلف لانگ نام دارد. چرا که کتاب کل داستان زندگی این جلاد نیست و فقط شامل بخش کاری وی و دربارهٔ چند سال پایانی زندگی اوست. سال‌هایی که فرمانده و مسئول اردوگاه آشویتس بود؛ و مسائل مربوط به زندگی شخصی او به کمک خلاقیت نویسنده و با نگاه بر زندگی اغلب نیروهای نازی است. لازم است ذکر شود که در هنگام فرار او با اسم «فرانز لانگ» زندگی می‌کرد.

## خلاصه داستان
در ابتدای داستان وارد فضای کودکی لانگ می‌شویم که چگونه با پدری سخت‌گیر و منضبط او بسیار فرمان‌پذیر و مطیع تربیت شد. پدری بسیار مذهبی که او را نذر کلیسا کرده بود اما رودلف همیشه در قلب خود عمویش را که یک افسر بود می‌ستود. آرزوی او این بود که مانند عموی خود فردی نظامی شود اما آن را غیرممکن می‌دید تا زمانی که واقعه‌ای کوچک مسیر زندگی او را تغییر داد.
آن واقعه سبب اندوه عمیق او و از دست دادن ایمانش شد؛ و خلأیی عمیق در وجود او به‌وجود آورد.
او در سن ۱۶ سالگی با فرار از خانه به ارتش ملحق شد و با وجود سن کمش به کمک اطاعت محض و انضباط زیاد مدارج ترقی را طی کرد. به همین ترتیب او قسمت اعظم زندگیش را در جنگ جهانی اول صرف کرد پس از اتمام جنگ او مدتی را به کارگری مشغول بود تا زمانی که به حزب نازی پیوست.
او مأموریت‌های مختلفی را به عهده گرفت، و به دلیل قتل معلمی به دستور حزب چند سال از عمر خویش را در زندان س‍پری کرد. پس از آزادی او هم‌چنان به فعالیت‌های خود برای حزب ادامه داد. او را برای کار در مزرعه‌ای گماردند. او توانست با آباد کردن مزرعه در زمان کوتاه قدرت تشکیلات‌دهی بالای خود را نشان دهد. تا زمانی که او را به ریاست اردوگاه کار اجباری آشویتس منصوب کردند.

## اردوگاه
این اردوگاه که بزرگترین اردوگاه کار اجباری نازی‌ها شناخته می‌شود کشتارگاهی بیرحمانه برای قتل‌عام یهودیان نیز بود. اتاق‌های گاز با ظرفیت بالا هر روز جان تعداد زیادی از مردم بی‌گناه را می‌گرفت. این اتاق‌ها مجهز به لوله‌های دکوری آب برای فریفتن قربانیان بود و به قربانیان گفته می‌شد برای حمام کردن و ضدعفونی به این اتاق‌ها منتقل می‌شوند!
قبل از ورود این افراد به اتاق گاز موهای آن‌ها را می‌تراشیدند و دندان‌های طلای آنان را درمی‌آوردند و تحویل رایش سوم می‌دادند و چربی حاصل از سوزاندن آن‌ها را برای صابون‌سازی می‌فروختند.
تا پایان کار این اردوگاه تخمین زده شده‌است حدود دو ونیم میلیون نفر قتل‌عام شده‌اند.

## ترجمه
این داستان در سال ۱۳۵۲ توسط احمد شاملو ترجمه شده‌است و انتشارات نگاه آن را منتشر کرده‌است.